# Корнфлекс
Корнфлекс су житарице које се користе за доручак произведене пржењем пахуљица кукуруза. Житарице је створио Вилијам Келог 1894. године за свог брата Џона Келога. Џон Келог је хтео храну која би била здрава за пацијенте Санaтoријума Бетл Крик у Мичигену. Корнфлекс се показао популарним међу пацијентима, али Вил Келог је желео да дода шећер како би повећао популарност. Џон Келог није ово одобрио, тако да ће Вил Келог покренути властиту компанију Келог која производи корнфлекс за ширу јавност. Патент за процес је одобрен 1896. године, након правне битке између двојице браће.
Како је корнфлекс постао популаран у широј заједници, претходни пацијент у санаторијуму, Ч.В.Пост, почео је да производи ривалске производе. Келог је наставио експеримент и додавао је различите састојке и користио  различита зрна. 1928. године почео је са производњом риже Криспс, још једне успешне житарице која се користи за доручак.
Постоје многи генерички брендови корнфлекса произведених од стране различитих произвођача. Осим што се користе као житарице за доручак, здробљене пахуљице могу бити замена за мрвице хлеба у рецептима и могу се користити за многа кувана јела.

## Опис
Кукурузне пахуљице су упаковани производи од житарица настали од ситних препечених пахуљица кукуруза, које се обично сервирају хладно са млеком, а понекад и са шећером. Од своје оригиналне производње, обичне пахуљице ароматизиране су сољу, шећером и сладом, а произведени су и многи узастопни производи са додатним састојцима, попут пахуљаних пахуљица од шећера и пахуљица од кукуруза од меда и ораха. Кукурузне пахуљице производе се у значајним количинама у фабрици Трафод Парк у Манчестеру,Енглеска, која је највећа фабрика житарица на свету.

## Историја
Прича о кукурузним пахуљицама сеже до краја 19. века, када је тим адвентиста почео да развија нове намирнице које би се придржавале вегетаријанске исхране коју препоручује црква. Чланови групе експериментисали су са више различитих житарица, укључујући пшеницу, зоб, пиринач, јечам и кукуруз. Године 1894. Џон Х. Келог, надзорник Санаторијума Бетл Крика у Мичигену и адвентиста, користио је ове рецепте као део строгог вегетаријанског режима за своје пацијенте, који такође није укључивао алкохол, дуван или кофеин. Дијета коју је наметнуо састојала се у потпуности од благе хране. 
Ова идеја за корнфлекс започела је случајно када су Келог и његов млађи брат Вил Кит Келог оставили да се кува. Када су се вратили одлучили су да наставе са прерадом кроз ваљак, надајући се да ће добити дугачке листове теста. На њихово изненађење, они су уместо тога нашли пахуљице, које су  послужили својим пацијентима. Овај догађај догодио се 8. августа 1894, а патент за „Житне житарице и поступак припреме исте“ поднесен је 31. маја 1895, а издат је 14. априла 1896. 
Пахуљице жита које су браћа Келог звала граноза биле су врло популарна храна међу пацијентима. Браћа су затим експериментисала са другим пахуљицама из других житарица. Године 1906, Вил Кит Келог, који је био шеф пословног санаторијума, одлучио је да покуша да масовно пласира нову храну. У својој новој компанији, Бетл Крик Тостед Корн Флаик Компанија , додао је шећер пахуљицама како би их учинио пријатнијим за масовну публику, али то је изазвало раздор између његовог брата и њега. Године 1907. његова иста компанија покренула је рекламну кампању која је понудила бесплатну кутију житарица свакој жени.  У исто време, Келог је такође почео да експериментише са новим житарицама како би проширио своју линију производа. Рајс Криспс, његов следећи сјајни хит, први пут је објављен у продаји 1928. године.